# Свессионы

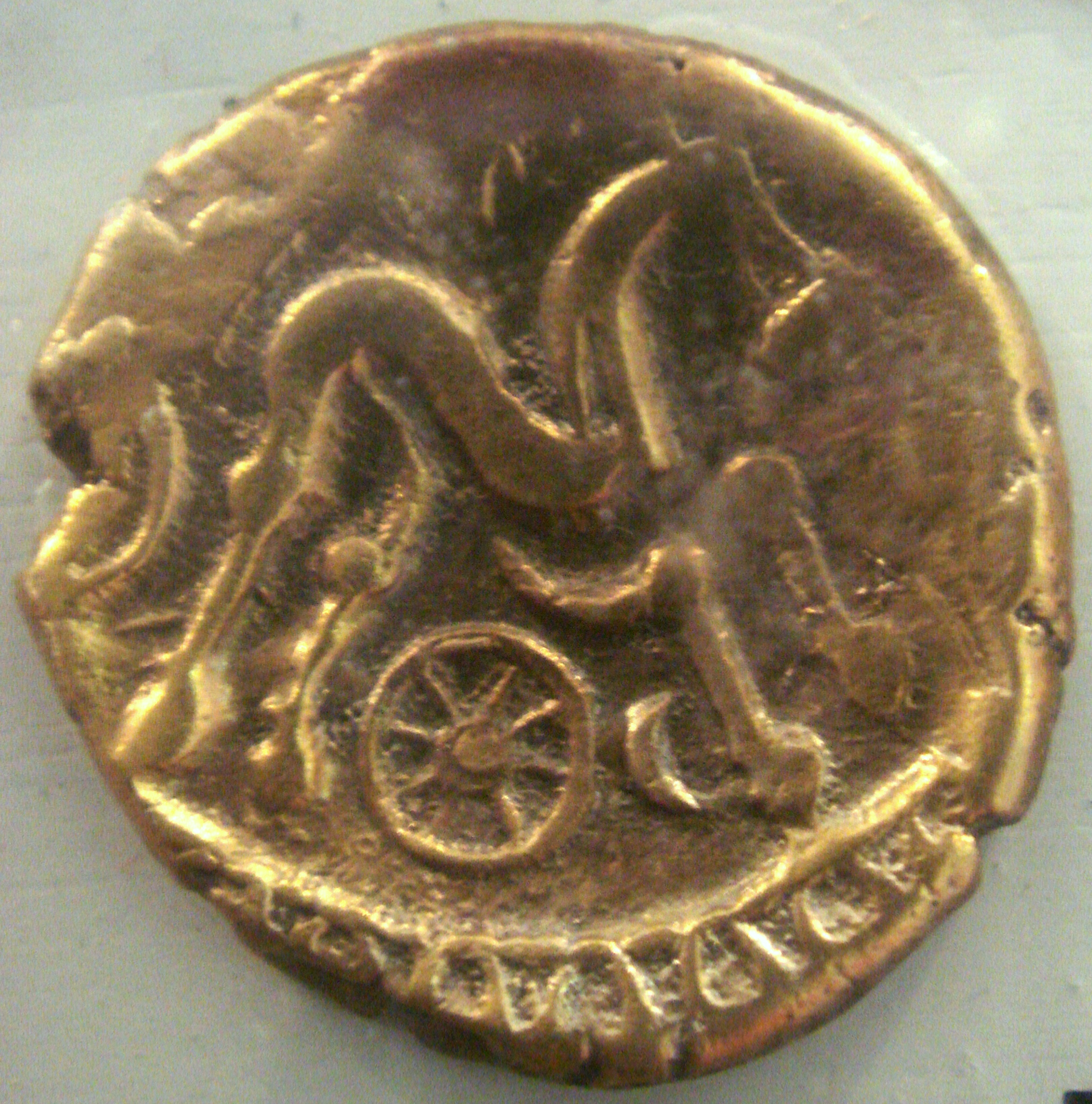
Монета свессионов

Свессионы (лат. Suessiones, Suaeuconi, греч.  Σουεσσίωνες) — сильное кельтское племя белгов, населявшее в I веке до н. э. римскую провинцию Белгика в бельгийской Галлии, область в районе рек Уаза и Марна, слово Suaeuconi послужило названием современного города Суасон. В 57 г. до н. э. были завоеваны Юлием Цезарем.
Плиний Старший рассказывает о них в «Естественной истории», называя их Suaeuconi.
Цезарь рассказывает в своих Записках о Галльской войне, что в 57 г. до н. э. срессионы управлялись вождём Гальбой. Он прослеживает судьбу срессионов примерно до 80 года до нашей эры.

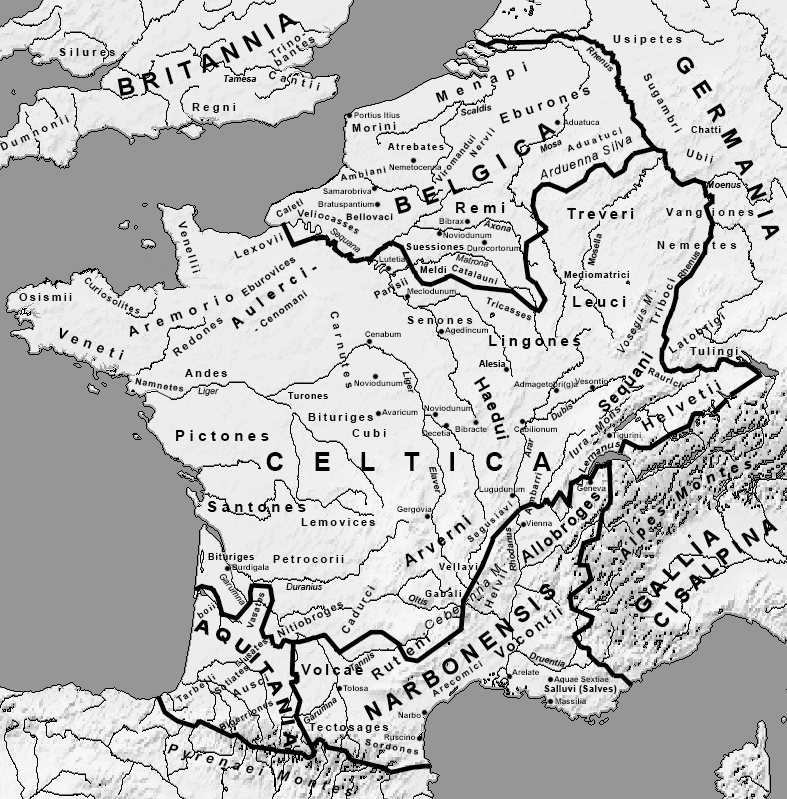
Галльские племена во времена Гая Юлия Цезаря

Область этого кельтского племени была особенно плодородной. Их соседями были ремы, нервии, виромандуи, белловаки.
Правители свессионов могли выставить для битв более 50 000 человек и после белловаков считалось самым храбрым в бельгийской Галлии. Их вождь Дивитиак не только владел огромной частью Галлии, но также частью Британии. Свессионы сражались вместе с другими племенами белгов против римлян, но были покорены. Стали союзниками римлян и управлялись сенатом.
Их главный город был Noviodunum, позже Augusta Suessonum, сейчас Суасон (Soissons).
Монеты, отчеканенные бельгийскими галлами, впервые появились в Британии в середине II века до нашей эры, ныне чеканка эта классифицируется, как «галло-бельгийский тип». Монеты, связанные с вождём Дивитиаком, выпущенные около или между 90-60 годами до нашей эры, были классифицированы как «Gallo-Belgic C.». Места находок этой монеты простираются от Сассекса до Уоша и концентрируюся, в основном, вблизи Кента. Находки более поздних монет «Gallo-Belgic F» (приблизительно 60-50 годов до н. э.) сконцентрированы вблизи Парижа, на всей территории свессионов и южных прибрежных районов Британии. Эти находки позволяют учёным предположить, что свессионы имели значительную торговлю и миграцию в Великобританию в течение 2-го и 1-го веков до римского завоевания.